# Derek Searle
Derek John Hatherill Searle (* 7. Januar 1928 in Hinxton, Essex; † 12. September 2003 in Norwich) war ein britischer Geograph. Bekannt ist er für seine zahlreichen Kartierungen geografischer Objekte in der Antarktis, speziell im Gebiet der Antarktischen Halbinsel.

## Leben
Searle kam als Sohn des Kleinbauern und Postbeamten Robert J. Searle und dessen Frau Daisy Hatherill zur Welt. 1946 ging er zunächst zur British Army, bevor er 1949 an der University of Sheffield sein Geographiestudium aufnahm. Dieses schloss er im September 1953 ab. Noch im selben Jahr fand er eine Anstellung beim Directorate of Colonial Surveys. Bereits 1954 wechselte er zum Falkland Islands Dependencies Survey (FIDS), für den er 1955 und 1956 auf der Horseshoe Island vor der Westküste des Grahamlands auf der Antarktischen Halbinsel tätig war.
1957 kehrte er nach England zurück und graduierte in Geodäsie an der University of London. Zwischen 1958 und 1959 kehrte er für geomorphologische Studien in die Antarktis zurück. Bis 1961 war er in der Arbeitsgruppe des britischen Geographen David Leslie Linton (1906–1971) an der University of Birmingham tätig. In dieser Zeit wertete Searle für den FIDS unter anderem die Luftaufnahmen der US-amerikanischen Ronne Antarctic Research Expedition (1947–1948) aus, was zur Kartierung zahlreicher geografischer Objekte führte, deren Benennung insbesondere durch das UK Antarctic Place-Names Committee erfolgte. In späteren Jahren war Searle im Planungsbüro des Norfolk County Council beschäftigt. Nach ihm ist Mount Searle benannt, ein Berg auf Horseshoe Island.